# Arthur T. Ippen
Arthur Thomas Ippen (* 28. Juli 1907 in London; † 5. April 1974 in Belmont (Massachusetts)) war ein deutsch-US-amerikanischer Ingenieurwissenschaftler für Hydrodynamik. Er war Professor am Massachusetts Institute of Technology (MIT).
Ippen war der Sohn deutscher Eltern und studierte Bauingenieurwesen in Aachen mit dem Diplom 1931. Danach war er ein Jahr Assistent in der Abteilung Geodäsie in Aachen und ging dann mit einem des Institute of International Education zum Auslandsstudium in die USA zuerst an die University of Iowa, um zu promovieren. Nachdem sein Doktorvater Floyd Nagler gestorben war, ging er an das Caltech, wo er 1935 seinen Master-Abschluss erhielt und 1936 bei Theodore von Karman und Robert T. Knapp promovierte. Die Dissertation war über Strömung in offenen Kanälen bei hoher Geschwindigkeit mit Sedimenttransport und er verfolgte darin auch eine Analogie von Stoßwellen bei Strömungen mit freier Oberfläche.
Danach war er zwei Jahre Instructor und Forschungsingenieur am Caltech und lehrte ab 1938 als Instructor und ab 1939 als Assistant Professor an der Lehigh University (wo er sich mit dem Einfluss der Viskosität von Flüssigkeiten auf Zentrifugalpumpen befasste) bevor er 1945 als Associate Professor an das MIT ging, wo er 1948 Professor wurde. Dort baute er als Direktor das Hydrodynamik-Labor aus, für das 1950 ein neues Gebäude eingeweiht wurde (ab 1970 nach einer größeren Erweiterung Ralph M. Parsons Laboratory for Water Resources and Hydrodynamics). Er wurde Ford Professor am MIT und schließlich Institute Professor (die oberste Auszeichnung am MIT). 1973 ging er offiziell in den Ruhestand.
Er forschte über transiente Strömungen, Turbulenz, Kavitation, Sedimenttransport, geschichtete Strömung, Instrumentation in Experimenten zur Hydrodynamik und Wellen. Er war in verschiedenen Funktionen Berater des US Army Corps of Engineers, zum Beispiel für die Waterways Experiment Station in Vicksburg (1966 bis 1974), dem Coastal Engineering Research Board (1964 bis 1974) und dem Tidal Hydraulics Committee (1950 bis 1974). Er beriet für die UNESCO beim Aufbau eines Hydrologischen Labors in Buenos Aires, für den Hafen von New York bei Erweiterungen des Flughafens La Guardia und im East River, beim Aufbau universitärer Einrichtungen in Singapur im Auftrag des MIT, beriet die pakistanische Regierung und bewertete für die Inter-American Development Bank Entwicklungsprojekte in Brasilien. Außerdem beriet er zahlreiche Firmen.
Er war Mitglied der National Academy of Engineering (1967), der American Academy of Arts and Sciences (1949) und 1959 bis 1963 Präsident der International Association for Hydraulic Research. Ippen war Ehrendoktor in Toulouse, Karlsruhe und der Universität Manchester. Er war Ehrenmitglied der Japan Society of Civil Engineers, erhielt die Prechtl-Medaille der TU Wien und den Karl Emil Hilgard Preis der ASCE, deren Hydraulik-Abteilung er 1959/60 vorstand. 1960/61 war er Präsident der Boston Society of Civil Engineers.
Er war in erster Ehe (bis zu ihrem Tod 1953) mit Elizabeth Wagenplatz verheiratet, mit der er einen Sohn (Erich Peter Ippen) und eine Tochter hatte. 1955 heiratete er Ruth Calvert.